# Kvívíkar kommuna
Kvívíkar kommuna er en kommune på Færøerne. Den omfatter bygderne Kvívík og Leynar, Válur, Stykkið og Skælingur på øen Streymoy. Administrationen ligger i Kvívík. Kommunen blev udskilt fra Vestmanna kommuna i 1913. 1. januar 2012 havde Kvívíkar kommuna 583 indbyggere.

## Politik
Dánjal Petur Múller fra Folkeflokken efterfulgte Boje Christensen som borgmester efter kommunalvalget i 2008. Ved valget 13. november 2012 lå valgdeltagelsen på 77,7%. Folkeflokken var det eneste parti, der opstillede en liste. Múller fik flest stemmer og kunne dermed fortsætte på borgmesterposten.
| Liste | Parti          | Stemmer | Procent | Mandater | Mandater |
| ----- | -------------- | ------- | ------- | -------- | -------- |
| A     | Fólkaflokkurin | 345     | 100     | 7        | +2       |
|       | I alt          | 350     | 100     | 7        | 0        |

| Liste A        | Liste A                 | Liste A        |
| Fólkaflokkurin | Fólkaflokkurin          | Fólkaflokkurin |
| Nr             | Kandidat                | Stemmer        |
| -------------- | ----------------------- | -------------- |
| 1.             | Óli Hans Fróði Olsen    | 12             |
| 2.             | Petra Iversen           | 22             |
| 3.             | Niels A. Joensen        | 40             |
| 4.             | Martin Petersen         | 22             |
| 5.             | Ludvík Christiansen     | 22             |
| 6.             | Joan Johansen           | 36             |
| 7.             | Heri Múller             | 39             |
| 8.             | Han Martin Ø Andreassen | 26             |
| 9.             | Fríða Poulina Egholm    | 14             |
| 10.            | Dánjal Petur Múller     | 64             |
| 11.            | Anni Isaksen            | 48             |